# Matt Boldy
Matthew "Matt" Boldy, född 5 april 2001, är en amerikansk professionell ishockeyforward som är kontrakterad till Minnesota Wild i National Hockey League (NHL) och spelar för Iowa Wild i American Hockey League (AHL)
Han har tidigare spelat för Boston College Eagles i National Collegiate Athletic Association (NCAA) samt Team USA i United States Hockey League (USHL).
Boldy draftades av Minnesota Wild i första rundan i 2019 års draft som tolfte spelare totalt.

## Statistik
| 2016–2017   | DXSF                   |             | 29 | 13 | 13 | 26 | —  | — | — | — | — | — |
|             | Cape Cod Whalers       |             | 13 | 15 | 10 | 25 | 2  | — | — | — | — | — |
| 2017–2018   | Team USA               | USHL        | 34 | 12 | 23 | 35 | 14 | 8 | 4 | 4 | 8 | 8 |
|             | U.S. National U17 Team |             | 61 | 29 | 47 | 76 | 30 | — | — | — | — | — |
|             | U.S. National U18 Team |             | 1  | 0  | 0  | 0  | 0  | — | — | — | — | — |
| 2018–2019   | Team USA               | USHL        | 28 | 17 | 26 | 43 | 16 | — | — | — | — | — |
|             | U.S. National U18 Team |             | 64 | 33 | 48 | 81 | 28 | — | — | — | — | — |
| 2019–2020   | Boston College Eagles  | NCAA        | 34 | 9  | 17 | 26 | 8  | — | — | — | — | — |
| 2020–2021   | Boston College Eagles  | NCAA        | 22 | 11 | 20 | 31 | 4  | — | — | — | — | — |
|             | Iowa Wild              | AHL         | 14 | 6  | 12 | 18 | 2  | — | — | — | — | — |
| 2021–2022   | Minnesota Wild         | NHL         | 1  | 1  | 0  | 1  | 0  | — | — | — | — | — |
|             | Iowa Wild              | AHL         | 10 | 4  | 6  | 10 | 6  | — | — | — | — | — |
| NHL totalt  | NHL totalt             | NHL totalt  | 1  | 1  | 0  | 1  | 0  | — | — | — | — | — |
| AHL totalt  | AHL totalt             | AHL totalt  | 24 | 10 | 18 | 28 | 8  | — | — | — | — | — |
| NCAA totalt | NCAA totalt            | NCAA totalt | 56 | 20 | 37 | 57 | 12 | — | — | — | — | — |
| USHL totalt | USHL totalt            | USHL totalt | 62 | 29 | 49 | 78 | 30 | 8 | 4 | 4 | 8 | 8 |

### Internationellt
| Källa: Uppdaterad: 2022-01-07 | Källa: Uppdaterad: 2022-01-07 | Källa: Uppdaterad: 2022-01-07 |         | Utv = Utvisningsminuter | Utv = Utvisningsminuter | Utv = Utvisningsminuter | Utv = Utvisningsminuter | Utv = Utvisningsminuter |
| År                            | Lag                           | Mästerskap                    | Matcher | Mål                     | Assists                 | Poäng                   | Utv                     |                         |
| ----------------------------- | ----------------------------- | ----------------------------- | ------- | ----------------------- | ----------------------- | ----------------------- | ----------------------- | ----------------------- |
| 2019                          | USA                           | U18-VM                        | 7       | 3                       | 9                       | 12                      | 0                       |                         |
| 2021                          | USA                           | JVM                           | 7       | 5                       | 2                       | 7                       | 2                       |                         |
| Junior totalt                 | Junior totalt                 | Junior totalt                 | 14      | 8                       | 11                      | 19                      | 2                       |                         |